# Heinrich Burkhardt (Maler)
Heinrich Burkhardt (* 16. November 1904 in Altenburg; † 3. April 1985 in Ost-Berlin) war ein deutscher Maler und Grafiker.

## Werdegang
Von 1918 bis 1922 absolvierte Burkhardt eine Lithographenlehre und besuchte die Zeichenschule des Lindenau-Museums in Altenburg. Zwischen 1924 und 1931 studierte er an der Kunstakademie Dresden bei Otto Gussmann und Georg Lührig. In dieser Zeit unternahm er diverse Reisen; unter anderem nach München, Wien und Amsterdam. Burkhardt war Mitglied der Dresdner Sezession 1932, an deren erster Ausstellung er 1932 teilnahm. 1933 war er auf der Internationalen Aquarellausstellung in Brooklyn vertreten. Von der nationalsozialistischen Kritik wurde er wiederholt  angegriffen, und 1937 wurden im Rahmen der deutschlandweiten konzertierten Aktion „Entartete Kunst“ von den Nationalsozialisten fünf seiner Bilder aus dem Lindenau-Museum Altenburg/Thüringen beschlagnahmt und vernichtet. Burkhardt blieb jedoch Mitglied der Reichskammer der bildenden Künste. Belegt ist 1940 die Teilnahme an der Ausstellung des Dresdner Künstlerbunds „Erste Ausstellung Kriegsjahr 1940“ in Dresden.
1945 wurde sein gesamtes bisheriges Werk beim Bombenangriff auf Dresden zerstört. Seit 1945 wohnte Heinrich Burkhardt wieder in Altenburg, und er wurde Leiter der Zeichenschule des Lindenau-Museums. Eine seiner Schülerinnen war die spätere Grafikerin Ursula Jobst. 1947 erhielt er mit Georg Lührig im Stadt- und Heimatmuseum Glauchau eine große Ausstellung. 1947 folgte seine Ernennung zum Professor, woraufhin er 1950 nach Berlin übersiedelte. In den Jahren 1950–1968 war Burkhardt Lehrer an der späteren Fachschule für Werbung und Gestaltung in Berlin-Schöneweide, dann an der Hochschule für Bildende und Angewandte Kunst in Berlin-Weißensee. Im Mittelpunkt des malerischen und graphischen Werkes stehen Bildnisse einfacher Menschen und Landschaften. Aquarelle meist mit zeichnerischem Gerüst von Rohrfeder. 1957 und 1959 unternahm er Studienreisen nach Polen und Ungarn, Anregungen für diverse Lithographien. 1961 erhielt er einen Lehrauftrag am Institut für Kunsterziehung der Humboldt-Universität zu Berlin. Nach 1968 lebte Heinrich Burkhardt als freier Maler in Berlin. Er hatte in der DDR eine bedeutende Anzahl von Einzelausstellungen und war an den meisten wichtigen zentralen Ausstellungen beteiligt, u. a. von 1946 bis 1978, außer 1953, auf allen Deutschen Kunstausstellungen bzw. Kunstausstellungen der DDR in Dresden.

## Museen und öffentliche Sammlungen mit Werken Burkhardts
- Arnstadt: Schlossmuseum Arnstadt
- Beeskow: Kunstarchiv Beeskow
- Berlin: Berlinische Galerie
- Dresden: Kupferstichkabinett Dresden
- Erfurt: Angermuseum
- Weimar: Neues Museum Weimar

## Werke

### 1937 als „entartet“ beschlagnahmte und vernichtete Werke
- Gutshof mit Brunnen (Aquarell)
- Elblandschaft (Aquarell)
- Alter Apfelbaum (Zeichnung)
- Bootsleute auf der Elbe (Zeichnung)
- Schuhmacher (Zeichnung)

### Weitere Werke (Auswahl)

#### Tafelbilder
- Brennende Stadt (1946, Öl; auf der Allgemeinen Deutschen Kunstausstellung)[4]
- Alter Pavillon (1950, Öl)[5][6]
- Der Eisenbahner (1958, Öl, 99 × 70 cm; Berlinische Galerie)
- Spaziergang im Winter (1967, Öl; auf der VI. Deutschen Kunstausstellung)[7]
- Kartoffelernte (1968, Öl; auf der VI. Deutschen Kunstausstellung)[8]

#### Aquarelle
- Antonstraße, Dresden (1933, Aquarell)[9]
- Zerstörte Landschaft (auf der 2. Deutschen Kunstausstellung)[10]
- Frau mit Kuh in den Dünen (1949; auf der 2. Deutschen Kunstausstellung)[11]
- An der Mauer (1951)[12][6]
- Verschneite Straße im Thüringer Wald (1952)[13][6]
- Hühner, Urlaub in Wiepersdorf (1965; auf der VI. Deutschen Kunstausstellung)[14]
- Dorfkirche in Werbig (1966; Kupferstichkabinett Dresden)[15]
- Bildnis Joseph Keilberth (1968; Kupferstichkabinett Dresden)[16]

### Druckgrafik
- Im Schlosshof Altenburg (1922, Lithografie)[17]
- Pleißelandschaft (Lithografie)[18]
- Windmühle (Steinzeichnung)[19]